# The Girls
| Rezensent       | Bewertung                                                           |
| --------------- | ------------------------------------------------------------------- |
| The Times       | „Pure Gold“                                                         |
| The Guardian    | Sternsymbol · Sternsymbol · Sternsymbol · Sternsymbol · Sternsymbol |
| The Independent | Sternsymbol · Sternsymbol · Sternsymbol · Sternsymbol · Sternsymbol |
| The Telegraph   | Sternsymbol · Sternsymbol · Sternsymbol · Sternsymbol · Sternsymbol |
| The Mirror      | Sternsymbol · Sternsymbol · Sternsymbol · Sternsymbol · Sternsymbol |
| The Sun         | Sternsymbol · Sternsymbol · Sternsymbol · Sternsymbol · Sternsymbol |
| Daily Mail      | Sternsymbol · Sternsymbol · Sternsymbol · Sternsymbol · Sternsymbol |
| Metro           | Sternsymbol · Sternsymbol · Sternsymbol · Sternsymbol · Sternsymbol |
| The People      | Sternsymbol · Sternsymbol · Sternsymbol · Sternsymbol · Sternsymbol |
| Sunday Mirror   | Sternsymbol · Sternsymbol · Sternsymbol · Sternsymbol · Sternsymbol |
| London Theatre  | Sternsymbol · Sternsymbol · Sternsymbol · Sternsymbol · Sternsymbol |
| The Stage       | Sternsymbol · Sternsymbol · Sternsymbol · Sternsymbol · Sternsymbol |

The Girls ist eine Musical-Komödie des Dramatikers Tim Firth und des Komponisten Gary Barlow OBE. Die West-End-Inszenierung wurde 2017 mit drei Olivier-Nominierungen geehrt.
Die Handlung basiert auf der wahren Geschichte der Calendar Girls, Literaturvorlage war ein älteres Theaterstück Firths sowie der Film Kalender Girls mit Dame Helen Mirren DBE und Dame Julie Walters DBE in den Hauptrollen. Das Musical wird von David Pugh und Daffyd Rogers produziert, Uraufführung war im November 2015 im Grand Theatre Leeds, 50 Kilometer vom Ort der wahren Begebenheiten entfernt. Nach dem Einzug ins Londoner West End zum Jahreswechsel 2016/17 gipfelten die durchweg positiven Kritiken in drei Olivier-Nominierungen. Eine weitere Tournee führt das Ensemble von August 2018 bis Ende April 2019 durch das Vereinigte Königreich und Irland, der Titel des Musicals wurde für die Tour zu Calendar Girls – The Musical abgewandelt und einige neue Lieder und Dialoge ergänzt. Am 9. April 2018 erschien ein Studioalbum mit Audioaufnahmen des West-End-Ensembles. Das Musical und alle damit verbundenen Produkte unterstützen das Institut zur Blutkrebsforschung Bloodwise (früher Leukaemia & Lymphoma Research), die bevorzugte Stiftung der ursprünglichen Calendar Girls.

## Handlung
Als Annies Ehemann John in jungen Jahren an Leukämie stirbt, hat ihre beste Freundin Chris die Idee, dem Krankenhaus ein bequemes Sofa für das Besucherzimmer zu spenden. Die beiden Frauen entschließen sich, mit einigen Mitgliedern des Women’s Institute in Knapely, North Yorkshire, einen Kalender herauszugeben. Für diesen posierten die Frauen nackt, doch auf unaufdringliche Art bei traditionell mit dem 1897 gegründeten Fraueninstitutes assoziierten Tätigkeiten wie gemeinsamem Singen, Lesen, Backen, Stricken oder Gärtnern. Ihrem Vorschlag schlägt zunächst starke Skepsis entgegen, letztlich überzeugt sie aber doch zehn weitere Frauen von dem Benefizprojekt. Ein Angestellter des Krankenhauses, der Hobbyfotograf Lawrence, unterstützt sie bei der Umsetzung ihrer Idee.

## Hintergrund

### Die wahre Geschichte
Die phänomenal erfolgreiche Spendenaktion, auf der das Musical wie schon seine Vorlagen in Theater und Film basiert, wurde inspiriert vom Tod John Richard Bakers, einem Wart des Yorkshire Dales Nationalparks, der 1998 im Alter von 54 Jahren am Non-Hodgkin-Lymphom verstarb. Die Freundinnen seiner Frau Angela Baker begannen während seiner Krankheit, Geld für ein Sofa des Besucherzimmers in dem Krankenhaus zu sammeln, in welchem John behandelt wurde. Nachdem der Kalender des Women’s Institute sich überraschend als über die Maßen erfolgreich herausstellte, wandelten sie ihr Benefizprojekt in eine Spendenaktion für die führende britische Blutkrebs-Stiftung Leukaemia & Lymphoma Research um, produzierten in den folgenden Jahren weitere Kalender und weiteten ihr Sortiment auf andere Produkte aus. Allein durch den Verkauf des ersten Kalenders (für 2000) sammelten sie bislang über drei Millionen Pfund (etwa 3,5 Mio. Euro) für die Forschungsgesellschaft.
Die Fotos für den 2000 Alternative WI Calendar machte Terry Logan, ein berenteter Berufsfotograf und Ehemann einer der abgelichteten Frauen. Der Kalender wurde am 12. April 1999 veröffentlicht und wurde ein überwältigender Erfolg: innerhalb einer Woche war er vollständig ausverkauft, woraufhin 10 000 weitere Exemplare gedruckt wurden, welche wiederum in drei Wochen über den Ladentisch gingen. Neun Monate nach seinem Erscheinen hatten die Frauen 88 000 Exemplare des Kalenders verkauft. In der Folge veröffentlichten die Frauen eine Version des Kalenders auch in den Vereinigten Staaten, dort für die Monate Juni 2000 bis Dezember 2001. Sie wurden dort sowohl von Jay Leno als auch von Rosie O’Donnell in ihre jeweiligen Talkshows eingeladen. In jenem zweiten Jahr verkaufte sich der Kalender 202 000 mal.
Der Erlös des 2000er-Kalenders wurden in Lymphom- und Leukämie-Forschung in neu errichteten Laboren der University of Leeds investiert. Das Laboratorium ziert eine Gedenktafel an John Baker mit der Aufschrift „Die Arbeit in diesem Labor ist dem Gedenken an John Baker gewidmet in Anerkennung der außerordentlich erfolgreichen Finanzmittelbeschaffung durch die ‚Calendar Girls‘ des Rylstone & District Women’s Institute.“
Nach 2000 produzierten die Calendar Girls weitere Kalender für die Jahre 2004, 2005, 2007 und 2010 sowie einen Rezeptkalender 2008, welcher auf der Rückseite jedes Monats ihre liebsten Yorkshire-eigenen Rezepte zeigt.
Bis heute sind die Calendar Girls starke Unterstützer der Leukämieforschung und verkaufen eine Vielzahl von Produkten zur laufenden Beschaffung von Forschungsgeldern. Darunter sind neben den klassischen Kalendern auch Grußkarten, verschiedene Marmeladen aus lokaler Herstellung des Brackenhill Fine Foods Unternehmens in York, sowie Schokoladen des Yorkshire-Chocolatiers Whitaker’s (zwölf Sorten in quadratischer Form mit den Original-Kalenderbildern auf den Verpackungen). Verkauft werden sie in ausgewählten Läden und Online.
Angela Baker sagte über das Projekt „Wir sind ständig überwältigt von der Resonanz, die wir zu unserem Kalender bekommen haben und noch bekommen. Ich kann nicht fassen, dass wir fähig waren, so viel Geld zu sammeln und ich bin glücklich, dass die so finanzierte Forschung solche Früchte trägt. Ich weiß, dass sich John ungemein geehrt fühlen würde, zu wissen, wie viel wir in seinem Namen geschafft haben.“

### Adaptionen in Theater und Film
Die Geschichte der Calendar Girls wurde im Jahr 2003 von Nigel Cole verfilmt. In den Hauptrollen waren unter anderen Helen Mirren und Julie Walters zu sehen, das Drehbuch stammte von Tim Firth und Juliette Towhidi. Die Komödie wurde international zum Kassenschlager und erhielt eine Vielzahl von Auszeichnungen und Nominierungen, darunter für den Golden Globe Award, den Europäischen Filmpreis und den British Comedy Award. Einige der realen Calendar Girls hatten Gastauftritte als Mitglieder des Gesamtvorstandes des Women’s Institute.
Drehbuchautor Tim Firth adaptierte die geringfügig fiktionalisierte Filmgeschichte in den Folgejahren für die Theaterbühne, die Regie übernahm Hamish McColl.  Die Komödie Calendar Girls wurde 2008 am Chichester Festival Theatre uraufgeführt, begab sich dann auf eine landesweite Tournee, bevor die Produktion ab dem 4. April 2009 im Noël Coward Theatre (Covent Garden) ihre erste West-End-Inszenierung begann. Lynda Bellingham (Chris), Patricia Hodge (Annie) und Dame Siân Phillips DBE (Jessie) gehörten zum ersten Ensemble (Tour und West End). Im späteren Verlauf bei insgesamt bislang drei West-End-Runs und zehn Tour-Produktionen kamen u. a. noch Jerry Hall (Celia), Gemma Atkinson (Elaine/Celia), Will Knightley (John), Kelly Brook (Celia), Jan Leeming (Lady Cravenshire/Brenda Hulse), Michael Peluso (Lawrence/Liam), Colin Tarrant (John), Jennifer Ellison (Celia/Cora), Margaret John (Lady Cravenshire), Michelle Collins (Cora) und Camilla Dallerup (Elaine) hinzu. Lynda Bellingham verkörperte ihre Hauptrolle der Chris als einzige Darstellerin über sieben der dreizehn Inszenierungen hinweg. Bereits im Vorverkauf nahm das Theater £ 1,7 Mio. ein. Erst am 9. Januar 2010 beendete das Stück seinen Run im Noël Coward Theatre und begab sich erneut auf eine landesweite Tournee ab dem 27. Januar 2010. Da bekannte Schauspieler meist nicht in der Lage sind, Verträge über viele Monate einzugehen, wechselte das Ensemble des Stückes recht häufig. Die zweite Landestournee endete erst im Dezember 2012.
Auch im Ausland nahmen sich Theaterensembles der Komödie an, so eröffnete beispielsweise am 11. April 2013 eine Produktion der Bermuda Musical and Dramatic Society im Earl Cameron Theater in Hamilton, Bermuda. Die Theatergruppe brachte außerdem einen eigenen dem original nachempfundenen Kalender mit Aufnahmen der Ensemblemitglieder heraus, der vollständige Erlös wurde verschiedenen lokalen Stiftungen gespendet. Auch die Geneva English Drama Society (GEDS, Genf, Schweiz) zeigte Calendar Girls im Juni 2013 im Genfer Théâtre Pitoëff. Eine gesonderte Benefizaufführung mit einem Gastauftritt von Angela Baker (der Miss February im ursprünglichen Kalender 2000) sowie der Verkauf eines eigenen Kalenders ermöglichten auch hier eine Spende von 6000 Schweizer Franken an die Fondation Dr Henri Dubois-Ferrière Dinu Lipatti und die Fondation Artères, lokale Stiftungen zur Leukämie- und Lymphomforschung. Torontos Theatergruppe Mirvish Productions kündigte im Februar 2010 eine kanadische Inszenierung des Stückes an, welche im April 2011 in Toronto eröffnete, die Nordamerikanische Premiere fand derweil bereits im März 2011 im Manitoba Theatre Centre in Winnipeg statt. In Australien besuchte 2014 eine tourende Produktion des Jally Entertainment Ensembles 45 Theater in Queensland, New South Wales, Victoria, South Australia und Western Australia. Nur für 18 Monate wurden ab dem 1. September 2012 Aufführungsrechte an Amateurtheater herausgegeben. Bis August 2012 gingen hierfür 520 Bewerbungen ein, 322 Lizenzen wurden letztlich erteilt.
Im September 2016 kündigten Firth und sein Jugendfreund Gary Barlow (beide aus Frodsham, Cheshire) schließlich für Januar 2017 den Einzug ihrer gemeinsamen Musicaladaption des Stückes ins Londoner Phoenix Theatre an.

## Liedfolge
| Erster Akt - „Yorkshire“ - „Girls“ - „Scarborough“ - „Who Wants a Silent Night?“ - „Very, Slightly, Almost“ (1) - „Mrs Conventional“ - „The Flowers of Yorkshire“ (1) - „Time Passing“ (1) - „Sunflower“ | Zweiter Akt - „Dare“ - „Protect Me Less“ - „Girls (Reprise)“ (1) - „So I’ve had a Little Work Done“ - „What Age Expects“ - „Killimanjaro“ - „Crazy Paving“ (1) - „Dare (Reprise)“ (1) - „My Russian Friend and I“ - „For One Night Only“ - „Sunflower of Yorkshire“ (1) |

(1) Erst nach dem Umzug nach London hinzugefügt

## Inszenierungen
Leeds und Salford
The Girls feierte am 14. November 2015 Premiere in Leeds’ größtem Theater, dem Grand Theatre and Opera House. Dort lief das Stück bis zum 12. Dezember. Die Produktion zog im Januar 2016 weiter nach Salford ins Theater The Lowry. Regie führte Tim Firth selbst.
West End
Nach ihrem erfolgreichen Run in Yorkshire wagte die Produktion den Sprung ins Londoner Theaterviertel West End, wo sie offiziell am 21. Februar 2017 im Phoenix Theatre eröffnete. Vorpremieren liefen bereits ab dem 28. Januar 2017.
Regie führte abermals Tim Firth persönlich, Bühnenbild und Kostüme wurden von Rob Jones entworfen, die Beleuchtung fiel Tim Lutkin zu. Die Inszenierung des Musical-Anteils lag bei Lizzi Gee, die des Komödien-Anteils bei Jos Houben. Für die Tongestaltung zeichnete Terry Jardine verantwortlich, Nick Lidster für das Autography Design, Alex Uragllo für die Gestaltung der digitalen Projektionen.
Ursprünglich sollte der vorerst letzte Vorhang im West End am 15. Juli 2017 fallen, vier weitere Aufführungen am 16. und 17. Juli kamen aufgrund der hohen Nachfrage noch hinzu.
Tournee
Auf die West End Inszenierung folgt eine Tournee-Produktion, erneut beginnend in Leeds mit einer Vorpremiere am 15. August 2018.
| Stadt          | Theater                         | Termine                           |
| -------------- | ------------------------------- | --------------------------------- |
| Leeds          | The Grand Theatre & Opera House | 16. August bis 1. September 2018  |
| Canterbury     | The Marlowe Theatre             | 5. bis 15. September 2018         |
| Newcastle      | Theatre Royal                   | 18. bis 29. September 2018        |
| Edinburgh      | Festival Theatre                | 2. bis 13. Oktober 2018           |
| Leicester      | De Montfort Hall                | 16. bis 20. Oktober 2018          |
| Llandudno      | Venue Cymru                     | 23. bis 27. Oktober 2018          |
| Salford        | The Lowry                       | 30. Oktober bis 10. November 2018 |
| Stoke-on-Trent | Regent Theatre                  | 13. bis 17. November 2018         |
| Hull           | New Theatre                     | 20. bis 24. November 2018         |
| Liverpool      | Empire                          | 27. November bis 1. Dezember 2018 |
| Southampton    | Mayflower Theatre               | 8. bis 19. Januar 2019            |
| Dublin         | Dublin Bord Gais Energy Theatre | 22. Januar bis 2. Februar 2019    |
| Norwich        | Norwich Theatre Royal           | 5. bis 16. Februar 2019           |
| Aberdeen       | His Majesty’s Theatre           | 19. Februar bis 2. März 2019      |
| Dartford       | The Orchard Theatre             | 5. bis 16. März 2019              |
| Sunderland     | Empire                          | 19. bis 23. März 2019             |
| Woking         | New Victoria Theatre            | 26. bis 30. März 2019             |
| Sheffield      | Sheffield Lyceum Theatre        | 2. bis 13. April 2019             |
| Oxford         | New Theatre                     | 16. bis 20. April 2019            |

## Besetzung
Als Tournee-Ensemble wurden auf der offiziellen Webseite des Musicals bereits Fern Britton, Anna-Jane Casey, Sara Crowe, Karen Dunbar, Ruth Madoc, Rebecca Storm und Denise Welch bestätigt. Weitere Besetzungsankündigungen sowie die Bekanntgabe der Rollenverteilung stehen noch aus.
| Rolle               | Leeds & Salford 2015/16 | West End 2017      |
| ------------------- | ----------------------- | ------------------ |
| Annie               | Joanna Riding           | Joanna Riding      |
| Chris               | Claire Moore            | Claire Moore       |
| Cora                | Claire Machin           | Claire Machin      |
| Celia               | Vivien Parry            | Sophie-Louise Dann |
| Jessie              | Sarah Kestelman         | Michele Dotrice    |
| Ruth                | Debbie Chazen           | Debbie Chazen      |
| Marie               | Harriet Thorpe          | Marian McLoughlin  |
| John                | James Gaddas            | James Gaddas       |
| Dennis              | Jeremy Clyde            | Jeremy Clyde       |
| Arzt                | John Davitt             | John Davitt        |
| Brenda              | Susan Fay               | Soo Drouet         |
| Mrs Wilson (Kaffee) | Karen West              | Jenny Gayner       |
| Mrs Wilson (Tee)    | Shirley Jameson         | Shirley Jameson    |
| Lawrence            | Steve Giles             | Steve Giles        |
| Colin               | Stephen Boswell         | Maxwell Hutcheon   |
| Lady Cravenshire    | Judith Street           | Judith Street      |
| Tommo               | Josh Benson             | Josh Benson        |
| Danny               | Ben Hunter              | Ben Hunter         |
| Jenny               | Chloe May Jackson       | Chloe May Jackson  |

## Calendar Girls – Original London Recording
Am 9. März 2018 (pünktlich zum Muttertag am 11. März) erschien ein zugehöriges Studioalbum mit Aufnahmen der ursprünglichen Ensemblemitglieder der West-End-Inszenierung.
| #   | Titel                          | Interpret(en)                      | Länge |
| --- | ------------------------------ | ---------------------------------- | ----- |
| 1.  | Yorkshire                      | Original London Cast               | 7:23  |
| 2.  | Girls                          | Original London Cast               | 2:31  |
| 3.  | Scarborough                    | Original London Cast               | 4:16  |
| 4.  | Who Wants A Silent Night?      | Original London Cast               | 4:14  |
| 5.  | Very Slightly Almost           | Original London Cast               | 4:51  |
| 6.  | Spring Fete                    | Original London Cast               | 5:25  |
| 7.  | The Flowers Of Yorkshire       | Original London Cast               | 1:39  |
| 8.  | Time Passing                   | Original London Cast               | 2:01  |
| 9.  | Sunflower                      | Original London Cast               | 3:51  |
| 10. | Dare                           | Original London Cast               | 3:37  |
| 11. | Protect Me Less [Explicit]     | Original London Cast               | 2:59  |
| 12. | Girls (Reprise)                | Original London Cast               | 2:21  |
| 13. | So I've Had A Little Work Done | Original London Cast               | 2:53  |
| 14. | What Age Expects               | Original London Cast               | 2:57  |
| 15. | Kilimanjaro                    | Original London Cast               | 4:02  |
| 16. | Crazy Paving                   | Original London Cast               | 2:17  |
| 17. | Dare (Reprise)                 | Original London Cast               | 1:43  |
| 18. | My Russian Friend And I        | Original London Cast               | 3:44  |
| 19. | For One Night Only             | Original London Cast               | 9:28  |
| 20. | Sunflower Of Yorkshire         | Original London Cast               | 6:42  |
| 21. | Yorkshire (Bonus-Track)        | Gary Barlow & Original London Cast | 4:07  |
| 22. | Scarborough (Bonus-Track)      | Gary Barlow & Original London Cast | 3:12  |
| 23. | Dare (Bonus-Track)             | Original London Cast & Gary Barlow | 3:43  |

## Rezeption

### Rezensionen
Die Produktion erhielt größtenteils positive Kritiken, vielfach gelobt wurde die neue Umsetzung des Stoffes als Musical.
Michael Billington (The Guardian) vergab vier Sterne und schrieb: „Manchmal erinnern Firths Witze an die Carry Ons, manchmal wiederum – wenn zum Beispiel eine drangsalierte Mutter verkündet ‚Hätte Jesus selbst jugendliche Kinder gehabt, würde die Bibel sehr anders aussehen!‘ – vernimmt man ein Echo von Alan Bennett. Das Musical gelingt dabei auf eine sehr schöne Weise, indem es den Kalender als einen Weg darstellt, die eigenenbid Dämonen zu besiegen. Diese Frauen ziehen sich aus um zu bezwingen, zu erobern.“
| „Pure Gold“ – The Times „You’ll cry with laughter.“ – Daily Mail: Quentin Letts „A life-enhancing thrill.“ – Metro | „It’s gorgeous… It’s a beaut.“ – The Telegraph: Dominic Cavendish „A gloriously fun celebration… Riotously brilliant.“ – The Mirror „A soaring, emotional and hilarious triumph.“ – The Sun |

### Auszeichnungen
| Jahr | Preisverleihung         | Kategorie                                       | Nominée | Ergebnis    |
| ---- | ----------------------- | ----------------------------------------------- | --- | ----------- |
| 2017 | Whatsonstage.com Awards | Best Regional Production                        | The Girls | Gewinn      |
| 2017 | Laurence Olivier Award  | Bestes Neues Musical                            | The Girls | Nominierung |
| 2017 | Laurence Olivier Award  | Beste Schauspielerin/Musical                    | „The Girls“ – Debbie Chazen, Sophie-Louise Dann, Michele Dotrice, Claire Machin, Claire Moore und Joanna Riding | Nominierung |
| 2017 | Laurence Olivier Award  | Bester Schauspieler in einer Nebenrolle/Musical | Ben Hunter | Nominierung |